# Великий Кавказ

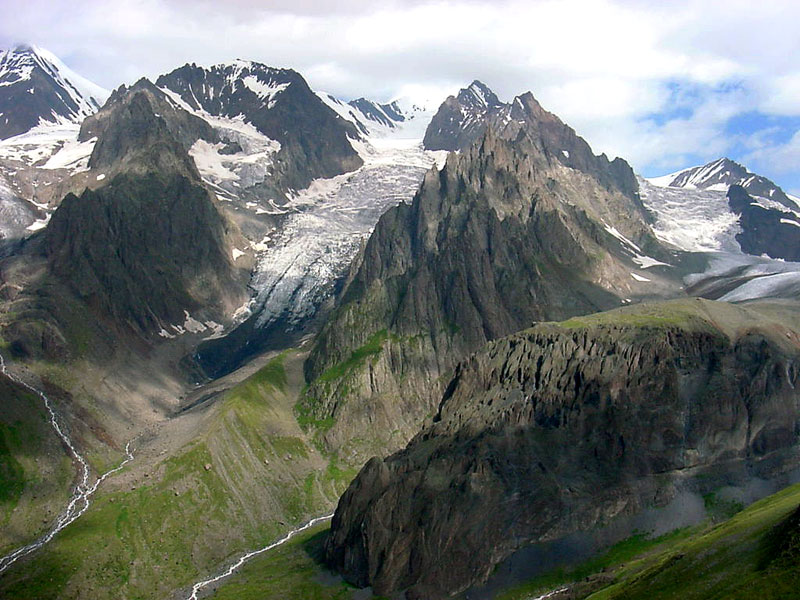
Гірські хребти Великого Кавказу. Вид з півдня на вершину і льодовик

Великий Кавказ — гірська система між Чорним і Каспійським морями, з Малим Кавказом утворюють Кавказькі гори. Також один з трьох регіонів Кавказу поряд із Передкавказзям і Закавказзям.

## Географія
Простягається більш ніж на 1100 км з північного заходу на південний схід, від району Анапи і Таманського півострова до Апшеронського півострова на узбережжі Каспію, поруч із Баку. Максимальної ширини Великий Кавказ сягає в районі Ельбруса (до 180 км). У осьовій частині розташовано Головний Кавказький (або Вододільний) хребет, на північ від якого розташована низка паралельних хребтів (гірських пасом), у тому числі моноклінального (куестового) характеру. Південний схил Великого Кавказу здебільшого складається з кулісоподібних хребтів, примикаючих до Головного Кавказького хребта. Традиційно Великий Кавказ ділиться на 3 частини: Західний Кавказ (від Чорного моря до Ельбрусу), Центральний Кавказ (від Ельбрусу до Казбеку) і Східний Кавказ (від Казбеку до Каспійського моря).
Великий Кавказ — регіон з великим сучасним зледенінням. Загальна кількість льодовиків становить близько 2 050, зайнята ними площа приблизно 1 400 км²;. Понад половина зледеніння Великого Кавказу зосереджено на Центральному Кавказі (50 % від числа 70 % від площі зледеніння). Значними центрами зледеніння є гора Ельбрус і Безенгійська стіна. Найбільшим льодовиком Великого Кавказу є льодовик Безенгі (довжина близько 17 км).
Великий Кавказ — гірський регіон з різноманітними ландшафтами, багатим значною мірою ендемічним рослинним і тваринним світом.
Великим Кавказом проходить державний кордон Російської Федерації з Грузією і Азербайджаном.

## Вершини
| Вершина                        | Висота, в м | Координати                                                            | Примітки                   |
| ------------------------------ | ----------- | --------------------------------------------------------------------- | -------------------------- |
| Ельбрус                        | 5642        | 43°21′11″ пн. ш. 42°26′13″ сх. д. / 43.35306° пн. ш. 42.43694° сх. д. | найвища точка Кавказу      |
| Дих-тау                        | 5204        | 43°03′09″ пн. ш. 43°07′53″ сх. д. / 43.05250° пн. ш. 43.13139° сх. д. | Безенгійська стіна         |
| Шхара                          | 5193        | 42°59′58″ пн. ш. 43°06′42″ сх. д. / 42.99944° пн. ш. 43.11167° сх. д. | найвища точка Грузії       |
| Коштан-тау                     | 5152        | 43°03′00″ пн. ш. 43°12′43″ сх. д. / 43.05000° пн. ш. 43.21194° сх. д. | Безенгійська стіна         |
| Пік Пушкина                    | 5100        | 43°00′51″ пн. ш. 43°04′12″ сх. д. / 43.01417° пн. ш. 43.07000° сх. д. | Безенгійська стіна         |
| Джанги (Джангитау)             | 5085        | 43°01′18″ пн. ш. 43°03′17″ сх. д. / 43.02167° пн. ш. 43.05472° сх. д. | Безенгійська стіна         |
| Казбек                         | 5034        | 42°42′26″ пн. ш. 44°29′56″ сх. д. / 42.70722° пн. ш. 44.49889° сх. д. |                            |
| Тетнулді                       | 4974        | 43°01′52″ пн. ш. 42°59′34″ сх. д. / 43.03111° пн. ш. 42.99278° сх. д. | Сванетія                   |
| Катин-тау(Кагні-Тау) або Адишь | 4970        | 43°01′50″ пн. ш. 43°02′08″ сх. д. / 43.03056° пн. ш. 43.03556° сх. д. | Безенгійська стіна         |
| Пік Шота Руставелі             | 4960        | 43°01′33″ пн. ш. 43°02′36″ сх. д. / 43.02583° пн. ш. 43.04333° сх. д. | Безенгійська стіна         |
| Мижиргі                        | 4928        | 43°03′00″ пн. ш. 43°10′00″ сх. д. / 43.05000° пн. ш. 43.16667° сх. д. | Безенгійська стіна         |
| Гистола                        | 4860        | 43°02′54″ пн. ш. 43°01′28″ сх. д. / 43.04833° пн. ш. 43.02444° сх. д. | Безенгійська стіна         |
| Ушба                           | 4690        | 43°07′37″ пн. ш. 42°38′56″ сх. д. / 43.12694° пн. ш. 42.64889° сх. д. |                            |
| Тебулосмта                     | 4493        | 42°34′24″ пн. ш. 45°18′43″ сх. д. / 42.57333° пн. ш. 45.31194° сх. д. | найвища точка Чечні        |
| Базардюзю                      | 4485        | 41°12′40″ пн. ш. 47°51′47″ сх. д. / 41.21111° пн. ш. 47.86306° сх. д. | найвища точка Азербайджану |
| Адай-Хох                       | 4408        | 42°44′50″ пн. ш. 43°52′01″ сх. д. / 42.74722° пн. ш. 43.86694° сх. д. |                            |
| Диклосмта                      | 4285        | 42°29′32″ пн. ш. 45°46′51″ сх. д. / 42.49222° пн. ш. 45.78083° сх. д. |                            |
| Шахдаг                         | 4243        | 41°16′21″ пн. ш. 48°00′16″ сх. д. / 41.27250° пн. ш. 48.00444° сх. д. |                            |
| Туфандаг                       | 4191        | 41°09′40″ пн. ш. 47°59′30″ сх. д. / 41.16111° пн. ш. 47.99167° сх. д. |                            |
| Шалбуздаг                      | 4142        | 41°20′01″ пн. ш. 47°47′50″ сх. д. / 41.33361° пн. ш. 47.79722° сх. д. | священна гора Дагестану    |
| Пшиш                           | 3790        | 43°24′ пн. ш. 41°07′ сх. д. / 43.400° пн. ш. 41.117° сх. д.           | найвища точка Архизу       |
| Птиш                           | 3687        | 43°13′01″ пн. ш. 41°41′00″ сх. д. / 43.21694° пн. ш. 41.68333° сх. д. | Домбай                     |
| Бабадаг                        | 3629        | 41°05′ пн. ш. 48°29′ сх. д. / 41.083° пн. ш. 48.483° сх. д.           |                            |
| Псиш                           | 3535        | 43°13′01″ пн. ш. 41°41′00″ сх. д. / 43.21694° пн. ш. 41.68333° сх. д. | Архиз                      |
| Клер                           | 3083        | 41°19′10″ пн. ш. 47°44′08″ сх. д. / 41.31944° пн. ш. 47.73556° сх. д. |                            |
| Дамабаши                       | 2891        | 41°43′04″ пн. ш. 47°39′15″ сх. д. / 41.71778° пн. ш. 47.65417° сх. д. |                            |
| Гумцидаг                       | 2655        | 41°56′48″ пн. ш. 47°42′03″ сх. д. / 41.94667° пн. ш. 47.70083° сх. д. |                            |
| Гурциг                         | 2497        | 41°44′21″ пн. ш. 47°36′39″ сх. д. / 41.73917° пн. ш. 47.61083° сх. д. |                            |
| Джабудаг                       | 2480        | 41°58′04″ пн. ш. 47°37′49″ сх. д. / 41.96778° пн. ш. 47.63028° сх. д. |                            |
| Гульгулькіль                   | 1996        | 41°41′09″ пн. ш. 47°52′54″ сх. д. / 41.68583° пн. ш. 47.88167° сх. д. |                            |
| Аутль                          | 1851        | 43°56′07″ пн. ш. 39°40′46″ сх. д. / 43.93528° пн. ш. 39.67944° сх. д. |                            |
| Гульпенкала                    | 1797        | 41°59′00″ пн. ш. 47°44′30″ сх. д. / 41.98333° пн. ш. 47.74167° сх. д. |                            |
| Еміркіль                       | 1032        | 41°41′12″ пн. ш. 48°00′37″ сх. д. / 41.68667° пн. ш. 48.01028° сх. д. |                            |

- гірська система Шхельда, шість вершин висотою від 4100 м до 4320 м.

## Льодовики
Загальна кількість льодовиків — близько 2 050. Льодовики Великого Кавказу відносяться до різноманітних морфологічних типів: долинні, карові, висячі, конічних вершин тощо. Деякі, так звані «пульсуючі» льодовики такі як льодовик Колка, Девдоракський льодовик представляють значну небезпеку.
Для Великого Кавказу, як і для інших гірських країн притаманні наразі скорочення площі і деградація сучасного обледеніння.
| Назва льодовика                         | Гірський вузол | Висота нижнього кінца льодовика, в м над р.м. | Найбільша довжина льодовика, в км | Площа льодовика, в км² |
| --------------------------------------- | -------------- | --------------------------------------------- | --------------------------------- | ---------------------- |
| Безенгійський льодовик (сточище Череку) | Шхара, Дых-тау | 2080                                          | 19,6                              | 36,2                   |
| Дих-су (сточище Черека)                 | Шхара, Дих-тау | 2070                                          | 13,3                              | 34,0                   |
| Караугом (сточище Уруха)                | Адай-хох       | 1830                                          | 13,3                              | 26,6                   |
| Цаннер (сточище Інгурі)                 | Тетнульд       | 2390                                          | 10,1                              | 28,8                   |
| Великий Азау (сточище Терека)           | Ельбрус        | 2500                                          | 10,1                              | 19,6                   |

- Цейський льодовик

## Хребти
- Абхазький хребет
- Андійський хребет
- Ахцу
- Ачишхо
- Бзибський хребет
- Гагрський хребет
- Кодорський хребет
- Маркотхський хребет
- Сванетський хребет
- Скалістий хребет
- Тріалетський хребет

## Перевали
| Назва             | Висота, в м | Координати                                                            | Дорога                                                 | Вододіл                                         | Примітки                             |
| ----------------- | ----------- | --------------------------------------------------------------------- | ------------------------------------------------------ | ----------------------------------------------- | ------------------------------------ |
| Хрестовий         | 2431 м      | 42°30′00″ пн. ш. 44°27′11″ сх. д. / 42.50000° пн. ш. 44.45306° сх. д. | Воєнно-Грузинська дорога                               | з долини річки Терек в долину річки Арагві      |                                      |
| Мамісонський      | 2911 м      | 42°42′05″ пн. ш. 43°47′28″ сх. д. / 42.70139° пн. ш. 43.79111° сх. д. | Воєнно-Осетинська дорога                               | р. Мамісондон - р. Чанчахі                      |                                      |
| Гойтхський        | 409 м       | 44°15′28″ пн. ш. 39°16′32″ сх. д. / 44.25778° пн. ш. 39.27556° сх. д. | Туапсе - Майкоп                                        |                                                 |                                      |
| Псеашха (Псеашхо) | 2014 м      | 43°43′50″ пн. ш. 40°23′17″ сх. д. / 43.73056° пн. ш. 40.38806° сх. д. |                                                        | з басейна Мзимти в верхів'я Лаби                |                                      |
| Марухський        | 2748 м      | 43°38′ пн. ш. 41°37′ сх. д. / 43.633° пн. ш. 41.617° сх. д.           |                                                        |                                                 |                                      |
| Клухорський       | 2782 м      | 43°14′39″ пн. ш. 41°51′55″ сх. д. / 43.24417° пн. ш. 41.86528° сх. д. | Воєнно-Сухумська дорога                                | з басейну Кодора в верхів'я Кубані              |                                      |
| Нахарский         | 2931 м      | 43°13′33″ пн. ш. 41°55′19″ сх. д. / 43.22583° пн. ш. 41.92194° сх. д. | Сухуми - Черкеськ                                      | з басейну Кодора в верхів'я Кубані              |                                      |
| Рокський          | 2992 м      | 42°36′42″ пн. ш. 44°08′08″ сх. д. / 42.61167° пн. ш. 44.13556° сх. д. | Воєнно-Осетинська дорога Транскавказька автомагістраль | з басейну Ардона в басейн річки Велика Ліахві   |                                      |
| Кодорський        | 2834 м      |                                                                       |                                                        |                                                 |                                      |
| Сацхениський      |             |                                                                       |                                                        | з бассейна Алазані в басейн Аварського Койсу    | з Кахетії в Дагестан                 |
| Гудурський        | 3084 м      |                                                                       |                                                        |                                                 | з міста Закаталі в верхів'я р. Самур |
| Салаватський      | 2830 м      |                                                                       | Воєнно-Ахтинська дорога                                | з басейну р. Карвансарачай в верхів'я р. Шинчай |                                      |
| Алти-Агач         | 1327 м      |                                                                       | дорога з Шемахи в Кубу                                 |                                                 |                                      |
| Маркотхський      | 435 м       |                                                                       | дорога з Новоросійська до Неберджаєвського водосховища |                                                 |                                      |